# Strade principali in Finlandia

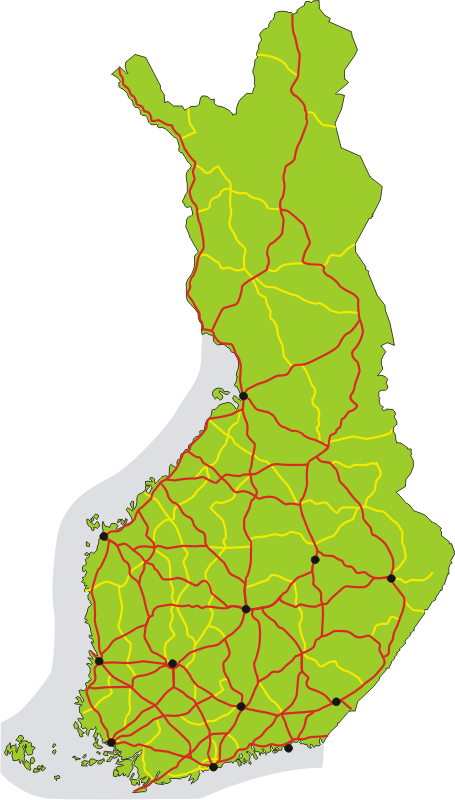
Le strade principali sono evidenziate in giallo sulla carta.

Cartello della strada principale 42.

Le strade principali in Finlandia (in finlandese kantatie, in svedese stamväg) sono parte della rete stradale finlandese e integrano la rete delle strade statali. Il loro scopo principale è quello di servire il traffico tra regioni. L'importanza delle strade principali è inferiore a quella delle strade statali ma superiore a quella delle strade regionali.
Alle strade principali sono riservati i numeri da 40 a 99, rappresentati nella segnaletica verticale dal numero in nero su sfondo giallo. Al 2008 vi sono in Finlandia 4 760 km di strade principali, tutte completamente asfaltate.

## Lista delle strade principali

### Serie da 40 a 49
- Kantatie 40: deviazione stradale di Turku, Naantali – Piikkiö
- Kantatie 41: Aura – Oripää – Vampula – Huittinen
- Kantatie 43: Uusikaupunki – Laitila – Eura – Harjavalta
- Kantatie 44: Kiikka – Kankaanpää – Kauhajoki
- Kantatie 45: Helsinki – Tuusula – Hyvinkää
- Kantatie 46: Kouvola – Heinola

### Serie da 50 a 59

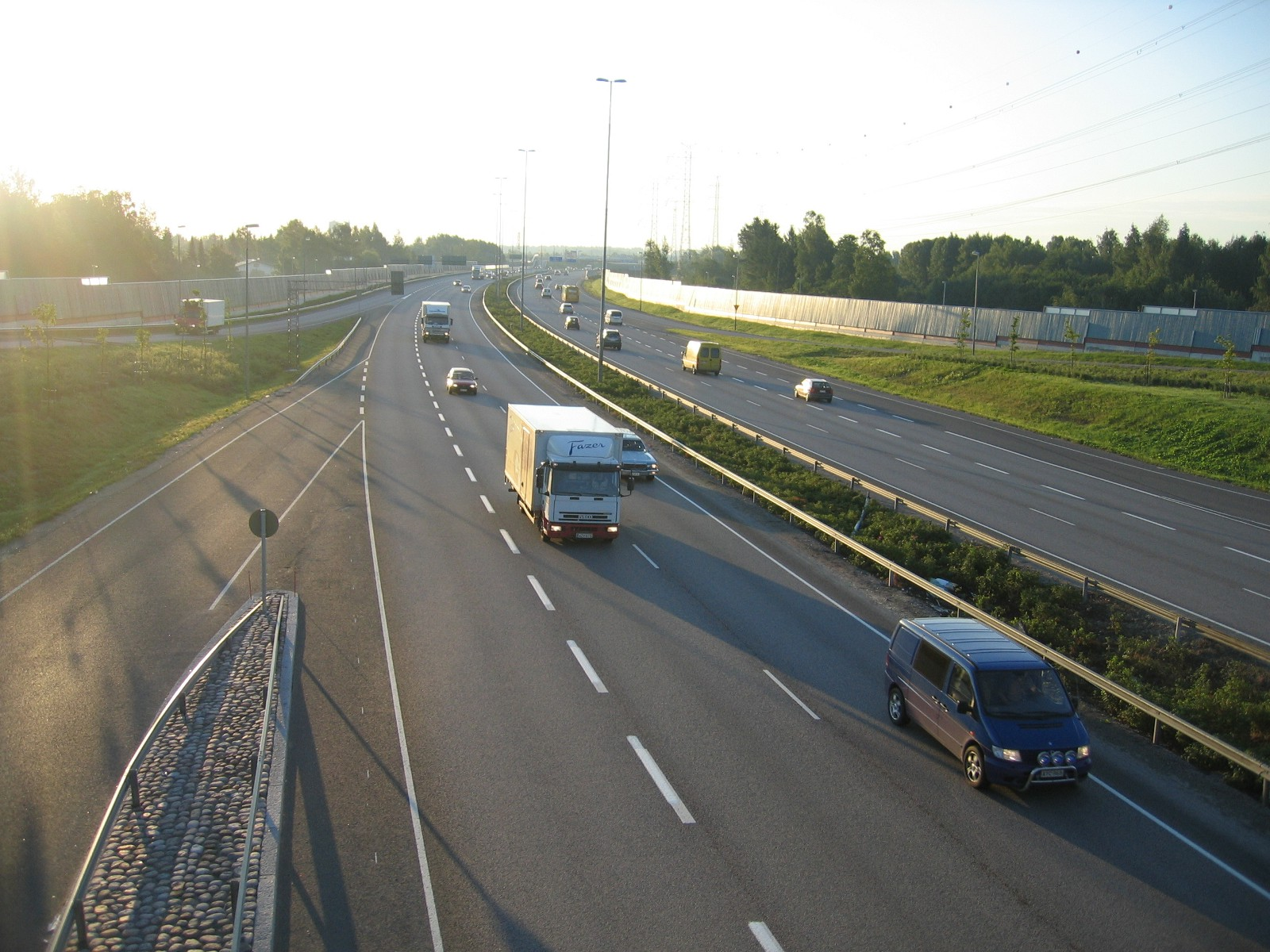
Kantatie 50 (Kehä III) a Vantaa.

- Kantatie 50: raccordo anulare di Helsinki "Kehä III", Jorvas – Länsisalmi
- Kantatie 51: Helsinki – Karis
- Kantatie 52: Ekenäs – Salo – Jokioinen
- Kantatie 53: Tuulos – Padasjoki
- Kantatie 54: (Lahti –) Hollola – Riihimäki – Forssa
- Kantatie 55: Porvoo – Monninkylä – Mäntsälä
- Kantatie 56: Jämsä – Mänttä
- Kantatie 57: Hämeenlinna – Pälkäne
- Kantatie 58: Kangasala – Orivesi – Kivijärvi – Keuruu – Kärsämäki

### Serie da 60 a 69
- Kantatie 60: raccordo anulare di Tampere, Ylöjärvi – Linnainmaa
- Kantatie 62: Mikkeli – Imatra
- Kantatie 63: Kauhava – Kaustinen – Ylivieska
- Kantatie 65: Tampere – Kuru – Virrat
- Kantatie 66: Orivesi – Virrat – Lapua
- Kantatie 67: Seinäjoki – Kauhajoki – Kaskinen
- Kantatie 68: Virrat – Alajärvi – Jakobstad
- Kantatie 69: Äänekoski (Hirvaskangas) – Suonenjoki

### Serie da 70 a 79

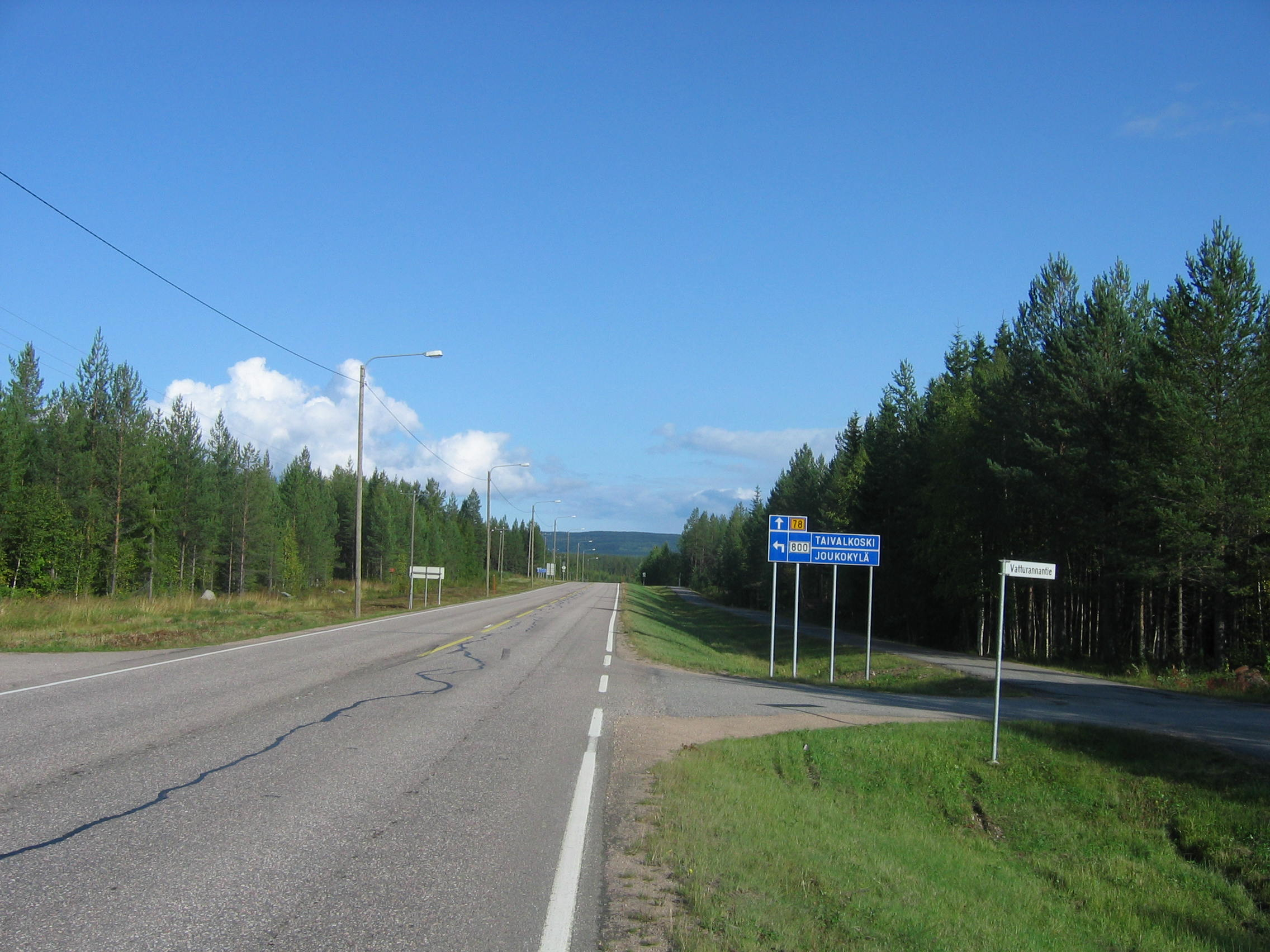
Kantatie 78 a Puolanka.

- Kantatie 70: Onkamo – frontiera di Niirala (– Sortavala)
- Kantatie 71: Kerimäki – Kitee
- Kantatie 72: Mikkeli – Pieksämäki – Suonenjoki
- Kantatie 73: Kontiolahti – Lieksa – Nurmes
- Kantatie 74: Joensuu – Ilomantsi
- Kantatie 75: Siilinjärvi – Nurmes – Kuhmo
- Kantatie 76: Sotkamo – Kuhmo
- Kantatie 77: Siilinjärvi – Viitasaari – Kyyjärvi
- Kantatie 78: Paltamo – Pudasjärvi – Rovaniemi
- Kantatie 79: Rovaniemi – Kittilä – Muonio

### Serie da 80 a 89

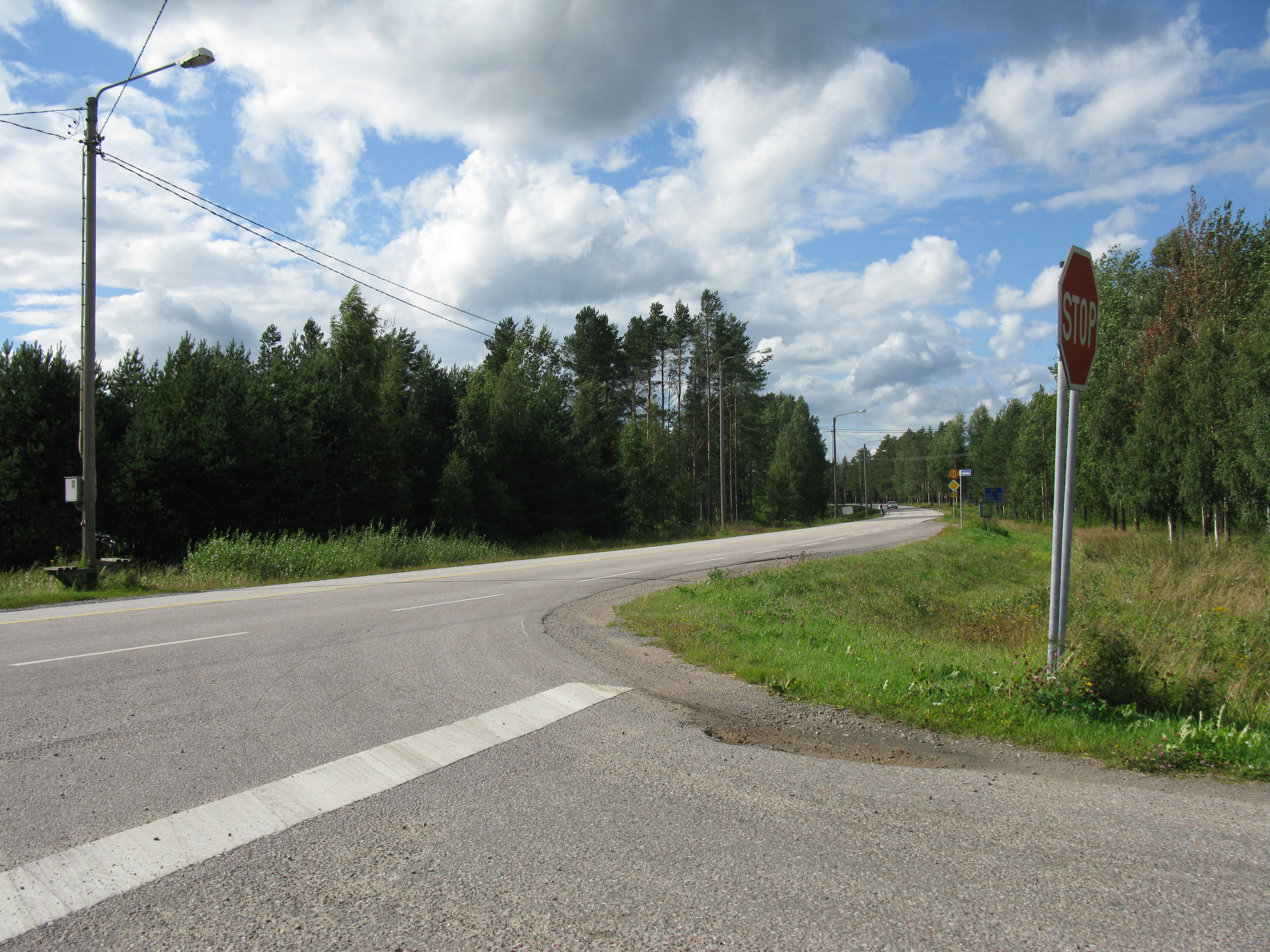
Kantatie 88 a Pyhäntä.

- Kantatie 80: Sodankylä – Kittilä – Kolari
- Kantatie 81: Rovaniemi – Posio – Kuusamo
- Kantatie 82: Vikajärvi – Kemijärvi – Salla
- Kantatie 83: Sinettä – Pello
- Kantatie 86: Eskola – Ylivieska – Liminka
- Kantatie 87: Iisalmi – Nurmes
- Kantatie 88: Raahe – Pulkkila – Iisalmi
- Kantatie 89: Paltamo – Kuhmo (frontiera di Vartius)

### Serie da 90 a 99

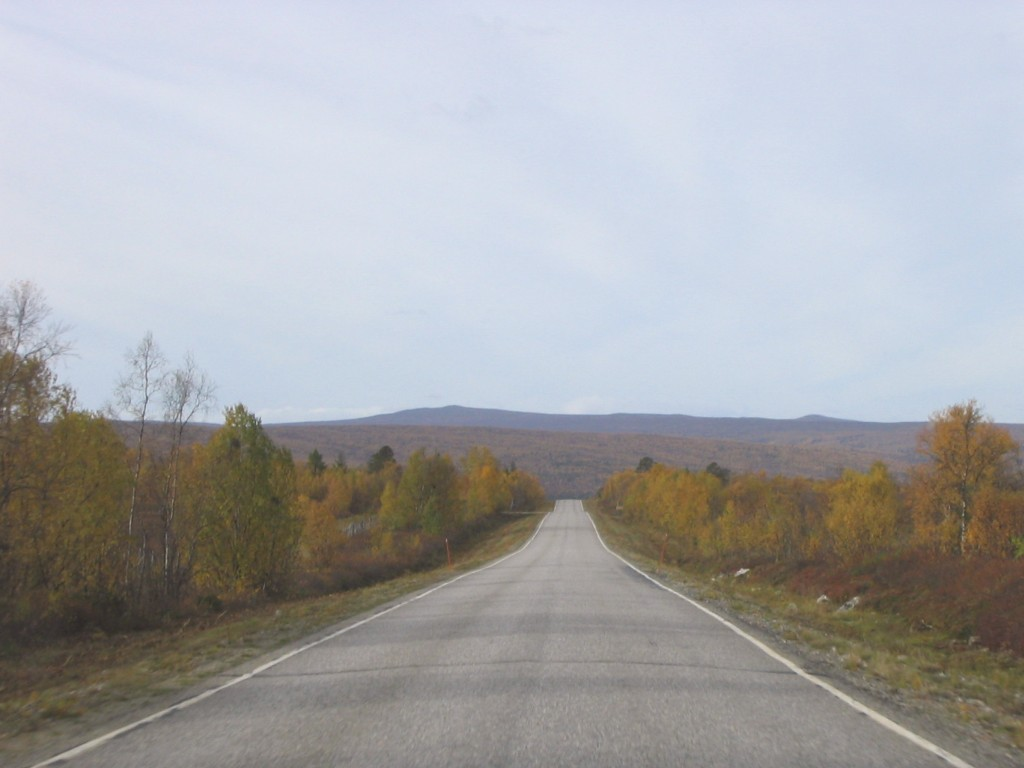
Kantatie 92 tra Kaamanen e Karigasniemi.

- Kantatie 91: Ivalo – frontiera di Raja-Jooseppi (– Murmansk)
- Kantatie 92: Kaamanen – Karigasniemi (– Lemmijoki)
- Kantatie 93: Palojoensuu – Hetta – Kivilompolo (– Alta)
- Kantatie 98: Aavasaksa (– Övertorneå – Överkalix)